# 7857 Lagerros
7857 Lagerros este un asteroid din centura principală de asteroizi.

## Descriere
7857 Lagerros este un asteroid din centura principală de asteroizi. A fost descoperit pe 22 august 1978 la Mount Stromlo de Claes-Ingvar Lagerkvist. El prezintă o orbită caracterizată de o semiaxă mare de 2,84 ua, o excentricitate de 0,17 și o înclinație de 12,7° în raport cu ecliptica.